# Adexia erminia
Adexia erminia är en insektsart som först beskrevs av Fowler 1900.  Adexia erminia ingår i släktet Adexia och familjen Flatidae. Inga underarter finns listade i Catalogue of Life.